# ماوان (الدلم)
ماوان، هي قرية من فئة (ب) تقع في محافظة الدلم، والتابعة لمنطقة الرياض في السعودية. وتبعد ماوان عن محافظة الدلم بمسافة تقارب () كم.